# 1689
1689 (MDCLXXXIX) je bilo navadno leto, ki se je po gregorijanskem koledarju začelo na soboto, po 10 dni počasnejšem julijanskem koledarju pa na torek.

## Dogodki
- v Nürnbergu izide Valvasorjevo delo Slava vojvodine Kranjske.
- pristaši Viljema III. Oranskega napadejo liverpoolski grad.
- francoski kralj Ludvik XIV. sprejme »Code Noir«, s čimer je dovoljeno popolno izkoriščanje sužnjev v francoskih kolonijah.

## Rojstva
- 18. januar - Charles de Secondat, baron de Montesquieu, francoski filozof († 1755)

## Smrti
- 16. april - Aphra Behn, angleška dramatičarka (* 1640)